# Gottlieb Wilhelm Bischoff

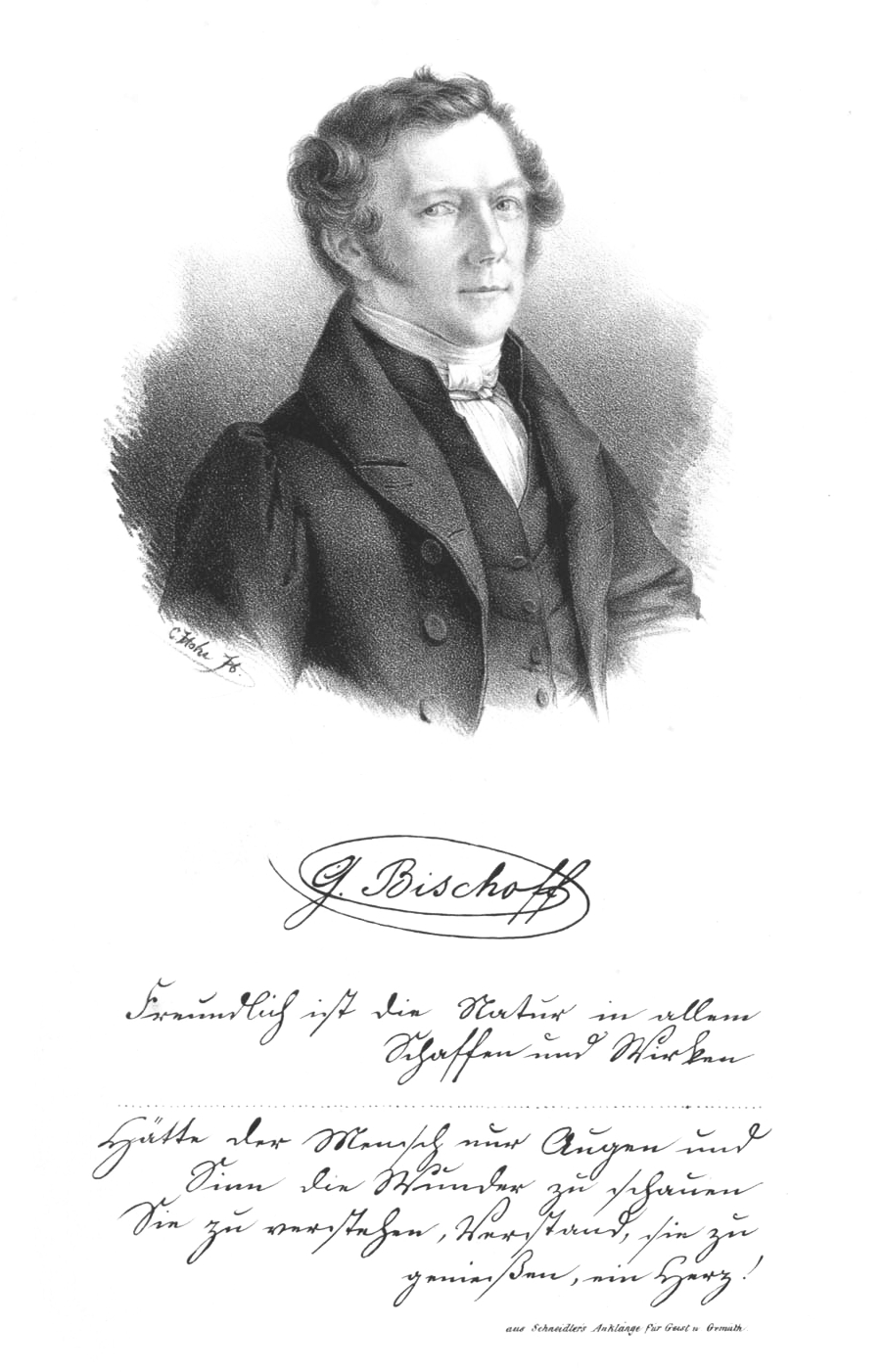

Gottlieb Wilhelm Bischoff, född den 21 maj 1797 i Dürkheim an der Haardt, död den 11 september 1854 i Heidelberg, var en tysk botaniker. Auktorsnamnet Bischoff kan användas för Gottlieb Wilhelm Bischoff i samband med ett vetenskapligt namn inom botaniken; se Wikipediaartiklar som länkar till auktorsnamnet.
Bischoff ägnade sig tidigt åt botanikens studium, men övade sig därjämte flitigt i frihandsteckning. År 1819 besökte han München i akt och mening att utbilda sig till målare, men han övergav denna plan till följd av en ögonsjukdom och slog sig ned i Erlangen, där han studerade kemi och botanik. År 1822 utgav Bischoff Die botanische Kunstsprache in Umrissen och deltog sedan i utförandet av ett planschverk över Brasiliens flora. År 1824 begav han sig till Heidelberg, där han flera år undervisade som privatdocent och där han blev professor 1833. Bischoff, som hade blivit ledamot av Leopoldina 1826, anställdes 1839 även som direktor för botaniska trädgården. Han utgav förutom sammanfattande botaniska arbeten undersökningar över lavar, mossor, kransalger och kärlkryptogamer. Bland Bischoffs senare arbeten bör nämnas: Handbuch der botanischen Terminologie und Systemkunde (1830–1844), Lehrbuch der allgemeinen Botanik (1834–1839), Medicinisch-pharmaceutische Botanik (2:a upplagan 1847) och Wörterbuch der beschreibenden Botanik (2:a upplagan 1857). Även om han i flera hänseenden stod nära sina samtida i forskningsmetodiken, kom hans undersökningar, främst av kryptogamerna, att få betydelse långt fram i tiden.